# Verdrag van Wenen inzake diplomatiek verkeer
Het Verdrag van Wenen inzake diplomatiek verkeer (ook wel Conventie van Wenen of Weense Conventie genoemd) is een van de internationale verdragen waarin de regels van het diplomatieke verkeer zijn vastgelegd. Hieronder vallen de privileges en de onschendbaarheid ("immuniteit") van diplomaten en diplomatieke vertegenwoordigingen.
Bij het Verdrag van Wenen horen twee facultatieve protocollen: het Facultatief Protocol betreffende de verplichte regeling van geschillen en het Facultatief Protocol betreffende de verkrijging van nationaliteit. Het verdrag is aangenomen op 14 april 1961. Het werd vier dagen later, op 18 april 1961 formeel gesloten, en is van kracht sinds 24 april 1963.
In het verdrag is onder meer vastgelegd dat op de residentie (ambtswoning) van een diplomaat geen beslag kan worden gelegd.
Naast dit verdrag bestaat er ook onder meer het Verdrag van Wenen inzake consulair verkeer uit 1963.